# Thymus grossheimii
Thymus grossheimii là một loài thực vật có hoa trong họ Hoa môi. Loài này được Ronn. miêu tả khoa học đầu tiên.